# Praça de Espanha (Lisabona)
Praça de Espanha (în română Piața Spaniei, denumită Praça Espanha înainte de 1979) este o piață publică din Lisabona, capitala Portugaliei, situată la confluența limitelor administrative ale parohiilor civile Campolide, Avenidas Novas și São Domingos de Benfica.
În apropiere de Praça de Espanha se află Fundația Calouste Gulbenkian, un important centru cultural din capitala portugheză, precum și palatul Palhavã, rezidența ambasadorului Spaniei în Portugalia.
În mijlocul pieței a fost reconstruit, în 1998, Arcul São Bento, o arcadă care făcea anterior parte integrantă din galeria de distribuție a apei Esperança a apeductului Águas Livres și care a fost demontată din locul său de origine din strada Rua de São Bento.
Din punct de vedere al transportului public piața este deservită de stația de metrou Praça de Espanha și de autobuze către diverse destinații de pe malul sudic al fluviului Tejo.
Pe 30 martie 2017, municipalitatea Lisabonei a lansat un concurs public de proiecte privind „dezvoltarea parcului urban Praça de Espanha”, pe baza „unei viziuni de deschidere, participare și dialog între municipalitate, cetățeni și alte instituții situate în zona adiacentă Praça de Espanha”, pornind de la o propunere aprobată cu un an înainte de consiliul local al capitalei. Propunerea a fost rezultatul dezbaterii publice care a avut loc între 15 ianuarie 2013 și 4 martie 2013, având ca subiect totala reamenajare a pieței și a împrejurimilor sale. Rezultatul concursului public de proiecte a fost anunțat pe 11 februarie 2020, biroul de arhitectură NPK - Arquitetos Paisagistas Associados fiind declarat câștigător și însărcinat cu elaborarea proiectului „parcului urban Praça de Espanha”.